# Henri Bard
Henri Bard (* 29. April 1892 in Lyon; † 26. Januar 1951) war ein französischer Fußballspieler und Architekt.

## Die Vereinskarriere
Vor dem Ersten Weltkrieg zog Henri Bard mit seinen Eltern in die Schweiz und vollzog seine ersten fußballerischen Schritte bei Servette Genève. Ab 1911 spielte der Halblinke in der französischen Hauptstadt für den Racing Club de France. Der Traditionsverein gewann zwar keine Titel, gehörte aber in den Kinderjahren der „Fußlümmelei“ zu den populären Pariser Klubs, und der technisch beschlagene Stürmer konnte dort frühzeitig auf sich aufmerksam machen: Anfang 1913 wurde er, 20-jährig, erstmals in die Nationalelf berufen. Der Krieg unterbrach auch seine sportliche Karriere; wie so viele junge Männer wird Henri Bard wohl Soldat geworden sein. Möglicherweise hat er von 1916 bis 1917 für die „Bankiers“ von CASG Paris gespielt.
Im Frühjahr 1918 jedenfalls taucht sein Name in den wenigen erhaltenen Mannschaftsaufstellungen des FC Lyon auf: mit diesem Verein aus seinem Geburtsort erreichte Bard das Endspiel des allerersten Landespokalwettbewerbs, der Coupe Charles Simon, in dem allerdings Olympique Pantin mit 3:0 die Oberhand behielt.
1918 oder 1919 setzte er seine Laufbahn wieder in Paris, jetzt beim Cercle Athlétique, fort, wurde 1919 auch wieder Nationalspieler und gewann in der Saison 1919/20 seinen einzigen großen Titel: er führte CAP nicht nur ins Endspiel um den mittlerweile Coupe de France genannten Pokal, sondern er machte in einem packenden Match gegen Le Havre AC in der ersten Halbzeit den 0:1-Rückstand durch einen Strafstoß wett und erzielte nach dem Seitenwechsel auch das Tor zum 2:1-Endstand.
Von 1922 bis 1925 spielte er dann wieder für den Racing Club, gehörte in Verein wie Nationalelf zur Stammbesetzung, konnte aber keinen Titel mehr gewinnen, weil es eine offizielle Landesmeisterschaft erst mit Einführung des Professionalismus (1932/33) gab und im Pokalwettbewerb der Lokalrivale Red Star Olympique in den frühen 1920ern unüberwindlich war.
Ähnlich wie Eugène Maës hat auch Bard schon während seiner aktiven Zeit seinen Namen für einen Sportschuh in klingende Münze verwandeln können – für ihn selbst durchaus lukrativ, aber ein „unerhörter Vorgang“ in einer Zeit, als die Befürworter des reinen Amateurismus auch jenseits des Rheins noch überall und insbesondere in den Sportverbänden das Sagen hatten.

### Spielerstationen
- Servette de Genève (bis 1911, als Jugendlicher)
- Racing Club de France (1911–1916?)
- (Club Athlétique de la Société Générale Paris, evtl. 1916/17)
- FC Lyon (1918)
- Cercle Athlétique Paris (1918?–1922)
- Racing Club de France (1922–1925)

## Der Nationalspieler
Henri Bard hat zwischen Februar 1913 und Oktober 1923 18 Länderspiele (8 in seiner Zeit bei Racing, 10 bei CAP) für die Équipe tricolore bestritten und dabei sechs Tore erzielt; in vier Begegnungen war er auch Mannschaftskapitän. Zwischen seinem dritten und vierten Länderspiel lagen etwas mehr als fünf Jahre, wie es – kriegsbedingt – vielen Sportlern seines Jahrgangs erging.
Zwei dieser Begegnungen zählten nicht nur für ihn persönlich zu den Karrierehöhepunkten, sondern werden bis in die Gegenwart als frühe Meilensteine der französischen Fußballgeschichte betrachtet: beim Fußballturnier der Olympischen Sommerspiele 1920 in Antwerpen gelang den Bleus im Viertelfinale ihr erster Sieg über Italien; zu diesem 3:1 steuerte Henri Bard einen Treffer bei. Es sollte danach fast 62 Jahre bis zum nächsten französischen Sieg in diesem Duell zweier „Blauer“ dauern.
Der andere Höhepunkt war der erste Sieg gegen den „Lehrmeister“ am 5. Mai 1921, exakt dem hundertsten Todestag Napoléons. Zwar blieb Bard hierbei ohne Treffer und England war lediglich mit einer Amateurelf angetreten, aber auch solche Spiele können eine Mannschaft und ihre Spieler in den Augen der Nation zu einer Legende werden lassen.
Der Angriff in der Formation Dewaquez – Boyer oder Darques – P. Nicolas – Bard – Dubly war fünf Jahre lang nahezu eine Bank und zählte zu den besten französischen Sturmreihen der Zwischenkriegszeit.

## Palmarès
- Französischer Pokalsieger: 1920 (und Finalist 1918)
- 18 A-Länderspiele, 6 Tore
- Olympiateilnehmer 1920

| Personendaten    | Personendaten                |
| ---------------- | ---------------------------- |
| NAME             | Bard, Henri                  |
| KURZBESCHREIBUNG | französischer Fußballspieler |
| GEBURTSDATUM     | 29. April 1892               |
| GEBURTSORT       | Lyon                         |
| STERBEDATUM      | 26. Januar 1951              |